# 나이아군
나이아군은 우본랏차타니주의 행정 구역이다. 이 지역의 총 인구 수는 2005년 기준으로 24970명이다. 인구 밀도는 110.0km2이다.

## 행정 구역
| 번호 | 지명      | 태국어 지명 | 빌리지 | 인구   |  |
| ---- | --------- | ----------- | ------ | ------ |  |
| 1.   | Na Yia    | นาเยีย       | 12     | 11,750 |  |
| 2.   | Na Di     | นาดี         | 13     | 6,898  |  |
| 3.   | Na Rueang | นาเรือง      | 9      | 6,322  |  |